# Filipínské letectvo
Filipínské letectvo (anglicky Philippine Air Force, tagalsky Hukbong Himpapawid ng Pilipinas) je letectvo Filipín a jedna ze tří hlavních složek jejich ozbrojených sil .
Vlastními podpůrnými vzdušnými složkami disponují i Filipínská armáda a námořnictvo.

## Přehled letecké techniky

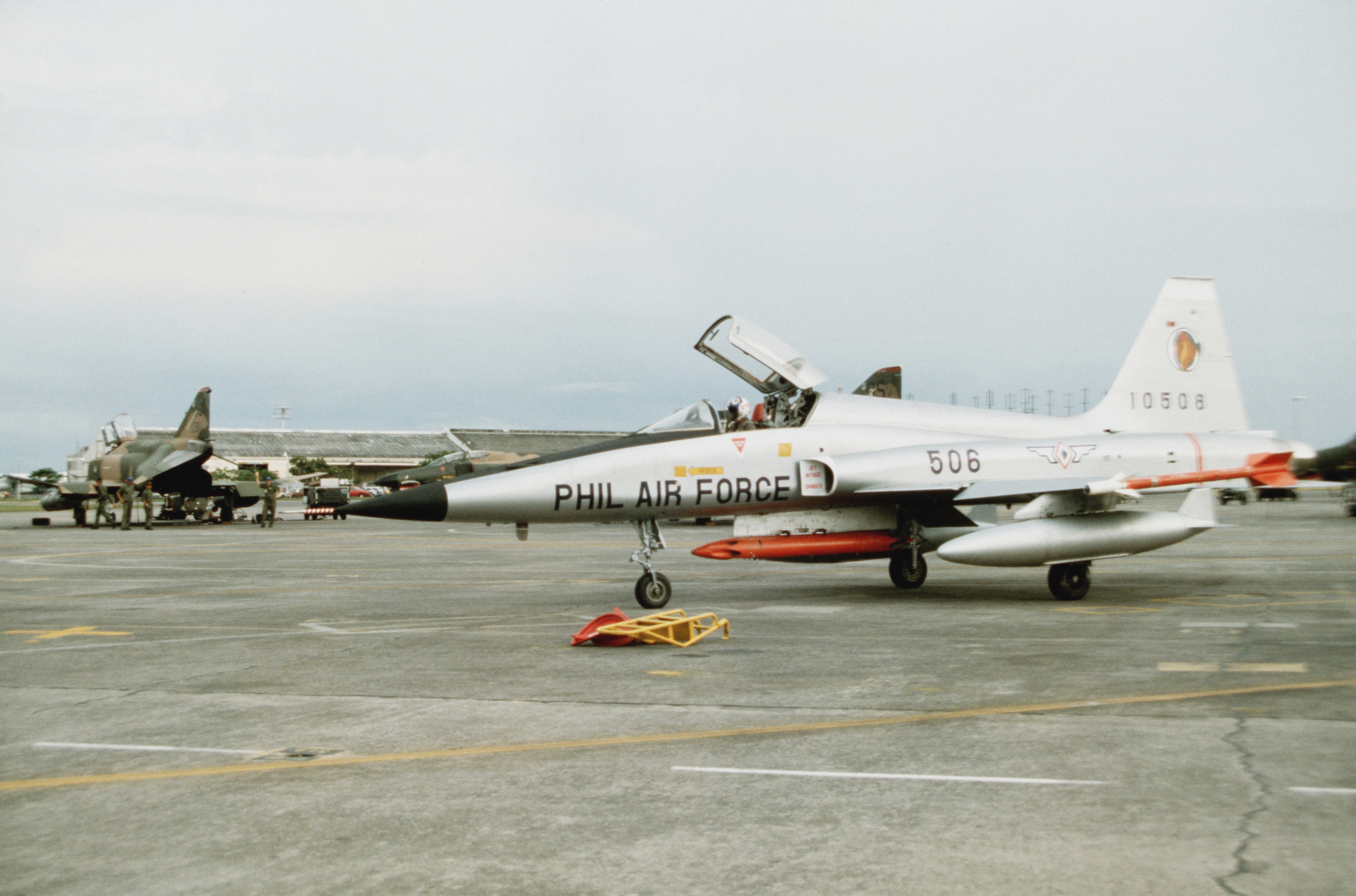
Filipínský Northrop F-5A, 1982

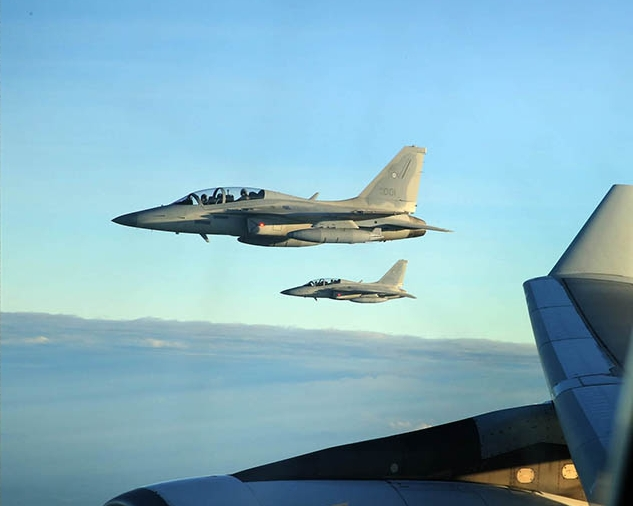
KAI FA-50PH Filipínského letectva.

Tabulka obsahuje přehled letecké techniky Filipínského letectva podle Flightglobal.com.
| Název                                | Fotografie     | Původ               | Určení                                       | Verze           | Ve službě      | Poznámky                                                                                              |                |
| Bojové letouny                       | Bojové letouny | Bojové letouny      | Bojové letouny                               | Bojové letouny  | Bojové letouny | Bojové letouny                                                                                        | Bojové letouny |
| ------------------------------------ | -------------- | ------------------- | -------------------------------------------- | --------------- | -------------- | --- | -------------- |
| KAI T-50 Golden Eagle                |                | Jižní Korea         | lehký bojový letoun                          | FA-50PH         | 12             | |                |
| EMB 314 Super Tucano                 |                | Brazílie            | lehký bojový letoun                          | A-29B           | 6              | Dodány v říjnu 2020. Filipínský ministr obrany Delfin Lorenzana zmínil možnost nákupu dalších 6 kusů. |                |
| North American Rockwell OV-10 Bronco |                | USA                 | lehký bojový a pozorovací letoun             | OV-10A/C        | 8              | |                |
| Dopravní a transportní letouny       |                |                     |                                              |                 |                | |                |
| Aero Commander 500                   |                | USA                 | lehký dopravní letoun                        | Turbo Commander | 1              | |                |
| Britten-Norman Islander              |                | Spojené království  | užitkový/lehký transportní letoun            |                 | 1              | |                |
| CASA C-212 Aviocar                   |                | Španělsko Indonésie | lehký transportní letoun                     | NC-212i         | 0              | Objednány 2 kusy.                                                                                     |                |
| CASA C-295                           |                | Španělsko           | taktický transportní letoun                  |                 | 3              | |                |
| Fokker F27 Friendship                |                | Nizozemsko          | dopravní letoun                              |                 | 1              | |                |
| Fokker F.28 Fellowship               |                | Nizozemsko          | dopravní letoun                              |                 | 1              | |                |
| Lockheed C-130 Hercules              |                | USA                 | taktický transportní letoun                  | C-130B/H/T      | 5              | |                |
| GAF Nomad                            |                | Austrálie           | lehký transportní letoun charakteristik STOL | Nomad 22        | 1              | |                |
| Vrtulníky                            |                |                     |                                              |                 |                | |                |
| AgustaWestland AW109                 |                | Itálie              | víceúčelový/transportní vrtulník             |                 | 8              | |                |
| TAI T129                             |                | Turecko             | bitevní vrtulník                             |                 | 2              | Objednáno celkem 6 kusů. První dva byly dodány v březnu 2022.                                         |                |
| Bell 205                             |                | USA                 | užitkový/transportní vrtulník                |                 | 8              | |                |
| Bell 212/412                         |                | USA                 | víceúčelový/transportní vrtulník             |                 | 7              | |                |
| Bell UH-1 Iroquois                   |                | USA                 | víceúčelový/transportní vrtulník             | UH-1D/H         | 28             | |                |
| Bell AH-1 Cobra                      |                | USA                 | bitevní vrtulník                             | AH-1F           | 2              | |                |
| Eurocopter AS 350                    |                | Francie             | lehký užitkový/spojovací vrtulník            | H125M           | 0              | Objednány 4 kusy.                                                                                     |                |
| MD Helicopters MD 500                |                | USA                 | lehký víceúčelový vrtulník                   |                 | 25             | |                |
| PZL W-3 Sokół                        |                | Polsko              | užitkový vrtulník/SAR                        |                 | 3              | |                |
| Sikorsky UH-60                       |                | USA                 | užitkový/transportní vrtulník                |                 | 16             | Dalších 32 strojů objednáno.                                                                          |                |
| Sikorsky S-76                        |                | USA                 | pátrání a záchrana                           |                 | 9              | |                |
| Cvičná letadla                       |                |                     |                                              |                 |                | |                |
| SIAI-Marchetti S.211                 |                | Itálie              | proudový cvičný letoun                       |                 | 3              | |                |
| SIAI-Marchetti SF.260                |                | Itálie              | cvičný letoun                                | SF.260F         | 19             | |                |